# 黃鴻超
黃鴻超，GBS，JP（1957年7月29日—），香港公務員，官至首長級甲一級政務官，退休前為香港特區政府公務員事務局常任秘書長。

## 簡歷
黃鴻超1980年畢業於香港大學，取得社會科學學士學位，同年8月加入香港政府政務職系，曾在社會福利署、民政科、衞生福利科、政務總署、行政立法兩局非官守議員辦事處、律政署、工務科、新機場工程統籌處等多個政策局及部門任職。黃鴻超在1984年9月任職離島政務主任期間，曾與其上司離島政務專員一同接受香港總商會月刊的訪問。黃其後於1999年1月晉升至首長級乙一級政務官。
黃鴻超所任的重要職位包括：
- 1996年1月至12月：保安科禁毒專員。
- 1997年1月至7月：政務司辦公室交接儀式統籌處副處長
- 1997年8月至2001年7月15日：保安局副局長
- 2001年7月16日至2003年8月：海關關長（期間於2002年7月晉升為首長級甲級政務官）
- 2003年8月至2006年10月：廉政專員（期間於2005年9月晉升為首長級甲一級政務官）
- 2006年11月至2010年12月：教育局常任秘書長
- 2010年12月23日至2015年7月21日：公務員事務局常任秘書長

## 個人生活
黃鴻超的妻子為同為港府高層官員的王榮珍。

## 外部連結
- 黃鴻超眼中的海關角色 大公報

| 官衔            | 官衔                                                                                    | 官衔            |
| --------------- | --------------------------------------------------------------------------------------- | --------------- |
| 前任： 李少光   | 廉政專員 2003年—2006年                                                                  | 繼任： 羅范椒芬 |
| 政府职务        |                                                                                         |                 |
| 前任： 黃灝玄   | 公務員事務局常任秘書長 2010年—2015年                                                    | 繼任： 周達明   |
| 前任： 羅范椒芬 | 教育統籌局常任秘書長（2007年7月1日前） 教育局常任秘書長（2007年7月1日起） 2006年—2010年 | 繼任： 謝凌潔貞 |
| 前任： 曾俊華   | 海關關長 2001年—2003年                                                                  | 繼任： 湯顯明   |